# Midsayap
Midsayap (Bayan ng Midsayap) är en kommun i Filippinerna. Kommunen ligger på ön Mindanao, och tillhör provinsen Cotabato. Folkmängden uppgår till 105 760 invånare.

## Barangayer
Midsayap är indelat i 57 barangayer.
| - Agriculture - Anonang - Arizona - Bagumba - Baliki - Bitoka - Bual Norte - Bual Sur - Central Bulanan - Central Glad - Damatulan - Ilbocean - Kadigasan - Kadingilan - Kapinpilan - Central Katingawan - Kimagango - Kiwanan - Kudarangan - Central Labas | - Lagumbingan - Lomopog - Lower Glad - Lower Katingawan - Macasendeg - Malamote - Malingao - Milaya - Mudseng - Nabalawag - Nalin - Nes - Olandang - Patindeguen - Palongoguen - Barangay Poblacion 1 - Barangay Poblacion 2 - Barangay Poblacion 3 - Barangay Poblacion 4 - Barangay Poblacion 5 | - Barangay Poblacion 6 - Barangay Poblacion 7 - Barangay Poblacion 8 - Rangeban - Sadaan - Salunayan - Sambulawan - San Isidro - San Pedro - Santa Cruz - Tugal - Tumbras - Upper Bulanan - Upper Glad I - Upper Glad II - Upper Labas - Villarica |